# Sans entracte
Albums de Julien Clerc
Clerc Julien
(1980) Femmes, Indiscrétion, Blasphème
(1982)
Sans entracte est le onzième album studio de Julien Clerc sorti en octobre 1980.

## Historique
Sorti la même année que Quand je joue, Sans entracte est la continuité de la collaboration entre Clerc et l'auteur Jean-Loup Dabadie, mais il s'adjoint aussi les services de deux autres paroliers du moment : le Québécois Luc Plamondon, qui lui écrit deux titres (Week-End et Le Crooner des années 2000) et pour la première fois Serge Gainsbourg lui écrit également deux titres (Mangos qui sortira en single et Belinda).
C'est le premier album sans Étienne Roda-Gil. Julien Clerc voulait se renouveler. Étienne et Julien resteront fâchés pendant 10 ans.
On peut signaler Jungle Queen, titre écrit par le parolier Maurice Vallet, collaborateur des débuts et La Quête, extrait de l'adaptation française de la comédie musicale L'Homme de la Mancha, par Jacques Brel.
Signalons encore le titre L'assassin assassiné, un piano voix qui clôture l'album. Le texte, écrit en 1976 par Jean-Loup Dabadie (la même année Michel Sardou enregistre Je suis pour), raconte l'exécution d'un homme au petit matin, pendant que la vie au dehors continue, et qu'il est impossible ce jour-là d'écrire une chanson d'amour. La musique colle parfaitement au texte, elle va crescendo, à la fin elle tombe comme un couperet. Il faut toutefois attendre 1979, pour que Julien Clerc l'interprète pour la première fois lors d'une émission télévisée de Guy Lux sur l'insistance de Jean-Loup Dabadie. Guy Lux, après l'interprétation, était très gêné : « Il me semble qu'une chanson n'était pas prévue... ». Finalement, Julien décide de l’enregistrer un an plus tard sur cet album. Robert Badinter, fervent partisan de l'abolition, envoya ses félicitations au chanteur et lui affirma que sa chanson avait plus compté que tous les débats parlementaires sur le sujet.
Le 11 mars 1980, Julien Clerc, lors d'une interview accordée à Paul Lefebvre pour Antenne 2, réaffirme sa position : « On ne peut pas répondre à la mort par la mort ». Position courageuse car à l'époque 62 % des français étaient pour la peine de mort. En mai 1981, il reste sept condamnés à mort dans les prisons françaises. Dès le 25 mai, François Mitterrand gracie Philippe Maurice. Robert Badinter, nouveau garde des sceaux fait voter le 30 septembre l'abolition de la peine de mort en France par 369 voix contre 113, l'une des 110 propositions lors de la campagne de François Mitterrand. Le décret paraît au journal officiel le 9 octobre. Lors de la tournée suivante, après l'interprétation de cette chanson, chaque soir le public se lève et applaudit à tout rompre pendant 5 minutes.

## Titres
Sans entracte (1980)
| 9 Titres    | 9 Titres                                                      | 9 Titres          | 9 Titres                   | 9 Titres   | 9 Titres | 9 Titres | 9 Titres | 9 Titres | 9 Titres |
| No          | Titre                                                         | Paroles           | Musique                    | Durée      |          |          |          |          |          |
| ----------- | ------------------------------------------------------------- | ----------------- | -------------------------- | ---------- | -------- | -------- | -------- | -------- | -------- |
| 1.          | Jungle Queen                                                  | Maurice Vallet    | Julien Clerc               | 3 min 50 s |          |          |          |          |          |
| 2.          | Les mots qui dansent                                          | Jean-Loup Dabadie | Julien Clerc               | 3 min 27 s |          |          |          |          |          |
| 3.          | Week-end                                                      | Luc Plamondon     | Julien Clerc               | 3 min 27 s |          |          |          |          |          |
| 4.          | Belinda                                                       | Serge Gainsbourg  | Julien Clerc, Martin Simon | 3 min 38 s |          |          |          |          |          |
| 5.          | La Quête (Adaptation Jacques Brel L'Homme de la Mancha (1968) | Joe Darion        | Mitch Leigh                | 2 min 55 s |          |          |          |          |          |
| 6.          | Elle faisait la la la                                         | Jean-Loup Dabadie | Julien Clerc               | 3 min 30 s |          |          |          |          |          |
| 7.          | Mangos                                                        | Serge Gainsbourg  | Julien Clerc, Martin Simon | 5 min 41 s |          |          |          |          |          |
| 8.          | Le Crooner de l'an 2000                                       | Luc Plamondon     | Julien Clerc               | 3 min 38 s |          |          |          |          |          |
| 9.          | L'Assassin assassiné                                          | Jean-Loup Dabadie | Julien Clerc               | 6 min 22 s |          |          |          |          |          |
| 36 min 40 s |                                                               |                   |                            |            |          |          |          |          |          |

## Certification
| Pays          | Certification | Date | Ventes certifiées |
| ------------- | ------------- | ---- | ----------------- |
| France (SNEP) | Or            | 1980 | 100 000           |